# 超級籃球聯賽
超級籃球聯賽（英語：Super Basketball League）是臺灣男子半職業籃球聯盟，由中華民國籃球協會創設管理，現有裕隆集團、台灣啤酒、臺灣銀行、彰化璞園柏力力、基隆市五支球隊。

## 歷史
中華職籃於1999年停止營運四年後，行政院體育委員會主任委員林德福於2003年4月出面組織「中華民國超級籃球聯賽推動小組」，由時任立法委員鄭志龍擔任召集人，邀集中華籃球協會及社會甲組男子籃球隊代表，以及體委會副主委朱壽騫等人組成，籌畫成立延續中華職籃角色的半職業籃球聯賽。同年5月，籃協常務理監事會通過決議，於籃協原有架構之下成立「中華民國超級籃球聯賽委員會」，由體委會、籃協，以及裕隆、新浪、中廣、達欣、九太、台啤、臺銀等七個甲組球團，加上賽事執行單位以及「社會公正人士」共11名代表組成，做為新成立的「超級籃球聯賽」（SBL）的決策單位。SBL的第一個賽季於同年11月展開。
- 2004年，緯來和東森兩家媒體公司分別買下中廣和九太。
- 2005年，東森以大筆資金試圖向各隊挖角引起譁然。之後SBL定下個人月薪上限12萬的規定。
- 2008年，SBL爆發場館與轉播權問題，其中轉播權問題不禁讓人想起CBA的前車之鑑。2009年3月，籃協理事長王人達主動介入協商，另一方面，因為棒球界和撞球界的風波影響，體委會主委也介入，以期台灣籃球的最高殿堂SBL可以順利發展。最後除了裕隆和台灣大雲豹以外，其他球團皆已簽約。ESPN也一路轉播到季末。
- 2009年1月16日，因各球團不願與緯來體育台簽訂暫時備忘錄，緯來體育台在賽前臨時退出轉播，是SBL電視（有線、MOD）和網路的轉播首次開天窗[1][2]。
- 2009年8月，以台灣大為首，發起另組與籃協平行之組織的提議，但強調並非與籃協對立。11月初，組織成立向政府申請通過。一兩週後，包括台啤董事長在內等人跳出來公開表態支持籃協。
- 2009年，體委會（主委戴遐齡）也加入支持籃協的行列，並在12月與ESPN討論轉播權利金時，表示願意以幫助培育國家隊成員的名義輔助700萬元，讓原本游移不決的洋將條款很快就得到大家的支持。其中台銀表示，請洋將他們無法撥出預算，只能用體委會給的100萬來花。
- 2009年，SBL指標球星林志傑和陳信安首次西進大陸CBA。09-10年度也是台灣最多人投入大陸CBA的一個年度，包括林志傑、陳信安、顏行書、林冠綸和許皓程。除了陳信安，其他人多半與台啤隊有很大的相關性。同年12月底，籃協發表聲明表示：FIBA不允許同一球員同時登錄兩個聯盟。利益相關者目前(20100116)沒有進行任何回應。
- 2010年，籃協以起初未說明清楚為理由，讓第七季SBL4強表決後，決定讓林志傑、顏行書、林冠綸和許皓程參加第七季SBL季後賽。
- 2010年，改朝換代的籃協這次提早許多便決定了第八季章規[3]。8月18日便決定好，12月2日再進行一次確認，展現新籃協的效率。
- 2011年，籃協早早在6月17日，SBL甫結束後不久，中華隊賽事告一段落時，即召開SBL領隊會議，會同七隊代表討論。SBL領隊會議的任何表決，從這次會議起，不再使用以往的七隊全數決，而改採多數決，可讓SBL變革更加快速。明星賽在新任籃協理事長丁守中堅持下，將重新舉辦。會議中還針對洋將、賽程、場地做出改變決議，選秀問題也浮出檯面[4]。隨後7月5日針對選秀制度的漏洞做出若干修正，秘書長黃朝和表示：「我不能讓球隊控制球員，也不能讓球員綁架球隊。」[5]8月31日，領隊會議後，籃協頒布正式完整的選秀規定，處理了周柏臣爭議，並訂定好第九季的開賽日程。[6]
- 2011年11月11日，轉播權利金大致拍板定案，為3年6755萬的複數年約(第1年2170萬、第2年2240萬與第3年2345萬)，繼續轉播的ESPN表示，一切細節還有待最後確定。另一方面，行銷單位則是確定更換。
- 2011年11月，丁守中開始推動城市冠名贊助；至2012年3月為止，共有三隊取得城市冠名。
- 2013年6月17日，歷經兩次會議，終於在第二次的新賽季籌備會上，丁守中說服眾人開放洋將，洋將不再有身高與薪資限制。該會議同時決議了選秀新人的保障約。
- 2013年11月，原本SBL的場館只有少數場館可以飲食，但在媒體和籃協的說服下，台灣體院體育館、北市大體育館、新莊體育館都陸續開放，對於屬於娛樂業的SBL來說，是一大利多。
- 2014年2月23日的達欣台啤之戰，賽後達欣對裁判提出申訴，SBL技術委員會裁定撤銷禁賽與罰款，為SBL首次上訴成功之例。參見第十一季SBL-重大事件。
- 2016年11月，試辦主場活動，公告第十四季推出類主場日（主題日），舉辦特殊主題並由球隊認養，得票房分紅。
- 2017年5月，第十四季結束後的領隊會議上，籃協為往主場制邁進，提議主場週。最初的想法是，每週包括季後賽皆有球隊認領，每隊一到兩週，並繳交兩百萬，半數球團同意。同年9月，確定改為每隊認養一週例行賽，並繳交90萬，票房收入扣除場地和人事成本後全歸該週球隊。10月全數球隊皆確認第十五季的認養日期。[7]
- 2017年6月，SBL委員會由11人縮編至9人，包括七隊各一人，體育署一人，籃協與行銷、轉播單位合派一人。體育署署長林德福——創立SBL的推手——也到場致詞。會中提出諸多要項，除了主題週想法外，還包括減少板橋體育館場次、第十五季結束後可能會有退場升降級機制、體育署輔助每隊100萬以及整體300萬的行銷費用、第十五季的選秀與開季日期。這些一方面是因應十五季為轉播的合約年，另一方面也是希望SBL能更上層樓。[7]
- 2018年，負責協助推動SBL職業化的體育署長由林德福換為高俊雄。另一方面，體育署輔助繼續，SBL改為雙洋將制，新增第六輪賽事，第六輪為全主場制，一天一場。目標為2019年底職業化，立委高志鵬成為主要推動角色。
- 2018年12月，立委高志鵬收賄判刑定獻。立委蔡易餘和唐旭鴻接手主要推動角色。[8][9]
- 2019年5月13日，SBL冠軍賽甫結束後數日，籃協表示，「不論職籃成立與否，SBL超級聯賽都將續存，新賽季將訂於12月14日開打。」言下之意，職籃與SBL也可能分道揚鑣。
- 2019年5月17日，達欣公開聲明不玩職籃，亦不打SBL，決定重返社會甲組聯賽。保留教練團但讓旗下球員提前離隊。
- 2019年5月20日，體育署署長高俊雄、行政院體發會召集人余政憲、SBL七球團代表、職籃籌備處秘書長唐旭鴻共同召開職籃籌備協調會。體育署表示將有獨立於籃協之外的單位負責職籃事務。[10]
- 2019年5月22日，籃協邀七球團召開SBL領隊會議，但球團對於要打職籃還是SBL尚未決定。璞園表示，不論SBL或是職籃，都需要看到詳細的規劃細節，但目前都看不到。另外，約束球員出國打球的陳信安條款，在會中再次受到矚目。
- 2019年5月28日，中華職業籃球大聯盟（CBL）召開媒體日說明會，宣佈將於11月2日在和平籃球館開幕。同時正式宣佈人事，職籃籌備處秘書長為前國手唐旭鴻（舊名唐幼葦），理事長為立委蔡易餘，社群總編輯為記者球評李亦伸，行銷總監黃力平。會中表示已確定有台銀、台啤、金酒3隊。
- 2019年6月10日，金門酒廠實業股份有限公司今天發表聲明指出，由於大環境變化，籃壇發展態勢及SBL朝職業化發展，金酒公司在市場經營日趨嚴峻，且各項營運成本增加、行銷預算緊縮的情勢下，為強化企業競爭體質及永續經營考量，決議自第17季賽事，不再投入冠名。
- 2019年7月15日，富邦、璞園、裕隆表態不參加CBL。秘書長唐旭鴻表示，會尋覓其他企業加盟。隨後，籃協秘書長李一中表示，將在瓊斯盃結束後找球團商討第十七季事宜。
- 2019年7月21日，由於前一日秘書長李一中說SBL可做為ABL和CBA的農場，引發藍球界議論，球評朱彥碩重砲抨擊。籃協罕見召開記者會，理事長謝典霖澄清，SBL只在CBL成立之後會成為農場，並重申，瓊斯盃後會開始整備SBL，且無論CBL成立與否，都希望能擴增球隊，降低入場門檻，設立團隊薪資下限。
- 2019年7月25日，CBL理事長蔡易餘發布聲明，表示原訂11月開打，決定延期。
- 2019年8月6日，自傳出遞交ABL申請的消息後一個月，甫奪隊史首冠的富邦，正式宣佈加入東南亞職籃聯賽ABL，並決定退出SBL（詳見富邦與ABL條目）。隔日(7日)，籃協與剩下五隊開會決議開幕日等細節，決議重大變更：第十七季改採上下半季，兩半季冠軍爭奪總冠軍，雙洋將制度沿用但身高總和降為200公分，本土與洋將薪資限制部份仍有異議，兩週後再召開會議定奪（詳見賽制、第十七季超級籃球聯賽、SBL境外引進球員）。另一方面，九太確定入主原金酒的經營，重返SBL。
- 2019年11月28日，在領隊會議後，確認新賽季改由博斯運動頻道與麥卡貝網路電視負責轉播，廣告行銷由展逸國際企業接下[11]。
- 2019年12月9日，因合約細節無法談妥，賽事將由籃協負責製播，並由Eleven Sports及麥卡貝提供直播服務[12]。
- 2020年3月5日，受到COVID-19疫情影響，在政府要求下，籃協宣布SBL下半季採閉門比賽，原定在高雄和彰化的賽事，全數移至新北市舉辦[13]。20日一度因新北場館全數封閉，宣佈暫停兩週賽事，但隨後找到替代場館晧宇國際籃球培訓中心，便變更賽程於該場地完成剩餘賽事，包括季後賽[14][15]。
- 2020年5月2日，SBL頒獎典禮甫結束，媒體即暴露夢想家股東之一陳建州正在推動新聯盟，為此而找上籃協和各球團請益。對此，許晉哲也認為SBL品牌已經不獲球迷認同，需要新品牌。籃協秘書長李一中則表示，籃協持中立立場樂觀其成[16][17][18]。
- 2020年5月11日，籃協與行銷單位啟程國際運動行銷拋出構想，第十八季效仿菲律賓分成三階段，第一階段全本土，第二階段單洋將，第三階段雙洋將[19]。隨後再拋出另一構想，讓中華白成為SBL第六隊，引起大專聯賽與成人聯賽切割疑慮。健行大學總教練認為可以讓UBA冠亞軍加入參與第三階段，籃協認為可考慮於第一階段參與或是改為另辦盃賽[20]。
- 2020年5月12日，富邦總教練許晉哲在Youtuber節目上談到希望富邦進軍CBA。隨後富邦澄清此為節目上的假設性議題，並非球隊計畫[21]。
- 2020年5月22日，球團會議決議，不使用三階段制，仍為十六季以前的單一賽季制，但可能採滾動式積分；洋將改為單洋將，身高上限203公分，薪資上限1.2萬美元；UBA外籍生可以投入選秀加入SBL，每隊只能選一名，外籍生必須打滿UBA三年以上，並填寫歸化意向書（詳見SBL境外引進球員與SBL新人選秀會）。另外預計十月舉辦盃賽讓SBL球隊與中華白交流，彌補今天賽事不足。會中亦有球團提議：不參加選秀而直接旅外或加入ABL者，若日後加入SBL選秀必須禁賽一年[22][23]。
- 2020年5月25日，由於裕隆母企業早先傳出虧損，球隊領隊孟慶杭特地出面表示，球隊營運絕對沒問題，與此同時宣佈邱大宗擔任新總教練[24]。
- 2020年6月1日，球團會議決議，新秀球監確定不採納，李一中表示受到了不小來自媒體的壓力，所以連討論都沒討論就直接取消。滾動式積分不採用，季賽十循環，季後賽改為首輪五戰三勝，第一名對第四名，以及第二名對第三名，沒有先帶1勝。國手保障薪資方面，依然是保底年薪120萬，資格包括亞運正選和資格賽，資格賽必須在單一階段兩戰都有登錄並上場。選秀會7月15日登場，第18季暫定12月5日開打，視場館檔期而定（詳見第18季SBL條目與新人選秀會條目）。10月與中華白打盃賽仍在討議中[25]。
- 2020年6月9日，展逸行銷邀集ABL的富邦、夢想家和SBL的台啤、裕隆、璞園、台銀、九太參加共好盃第一次球團會議，確定在9月9日至9月20日台北和平籃球館參與共好盃。票房收入、權利金、贊助將由七支球團共享。另外籃協提議讓中華藍白也參戰，當場未獲通過，後於13日確定中華白參戰，但為了維持母隊陣容完整性，七隻球隊將不會有球員披上中華白戰袍（詳見中華男籃條目）[26][27]。
- 2020年6月24日，共好盃宣佈破局，因為有球隊退出。數日後，籃協理事長謝典林表示將拜會球團，持續溝通[28]。
- 2020年7月1日，籃協理事長謝典林與正副祕書長李一中和李雲翔拜會九太董事長沈會承。沈會承表示，他反對團結七隊打完共好盃後，籃壇卻分裂成兩個聯盟。如果璞園退出SBL，他會考慮解散九太。他也不滿新竹新球隊企圖以月薪10萬挖角九太想在選秀選的新秀李漢昇[29][30]。
- 2020年7月3日，展逸張憲銘和夢想家陳建州拜會九太董事長沈會承，九太轉而對共好盃釋出善意，三人共同簽屬聲明，表示對共好盃樂觀其成，聲明中九太也表示，希望新聯盟有讓各球隊有自由選擇的選項[31]。
- 2020年7月6日，傳出消息九太有考慮加入新聯盟，發言人沈超群證實為真，但未有定論。[32]
- 2020年7月8日，共好盃第三次會議決議，改採報名制。籃協表示中華白已經先列入參賽名單。若順利湊齊八隊，將打單循環。籃協說，在少了瓊斯盃的情況下，他們希望能多個財源應付國家隊訓練支出。[33]
- 2020年7月8日，共好盃第三次會議最後，陳建州首次正式宣布新職籃聯賽事宜：除了球評李亦伸早先透漏的，陳建州本人擔任執行長，初期有四隊富邦、璞園、夢想家、新竹之外，還有訂於12月開打，而其餘細節包括名稱、制度都待日後宣布。璞園終於確定加入新聯盟，但璞園董事長室主任陳信安說，這不代表璞園不打SBL，璞園將於選秀日(7月15日)前決定，其他隊伍再看是否同意。籃協秘書長李一中則表示，下季SBL規劃一直都以五隊進行，但如果璞園離開會給予祝福。九太則是確定太倉促而無法參加新聯盟，表示很失望，但發言人沈超群說確定續留SBL至少一年。[34]陳建州由於擔任聯盟執行長，所以也宣布退出夢想家的領隊和股東[35]。
- 2020年7月15日，璞園董事長室主任陳信安於選秀會上表態續留SBL，兩個聯盟都打，兩邊都會是最佳陣容。最後選了三位球員為全聯盟最多，他表示這三位新秀在SBL選的就會留在SBL。他還提到，SBL的球隊名稱仍會沿用璞園建築，新聯盟可能會用新隊名。[36]
- 2021年11月4日，中華民國籃球協會宣布第十九季熱身賽將首度移師澎湖縣多功能綜合球館舉行[37]。
- 2022年5月30日，高雄九太科技宣布解散。
- 2022年7月11日，桃園璞園建築宣布將超級籃球聯賽兩個賽季參賽權利出借給彰化縣籃球委員會，彰化縣籃球委員會尋求在地企業合作與冠名[38]。後於7月15日公布隊名為「彰化柏力力」[39]。
- 2023年10月，《鏡週刊》報導稱吳季穎效力裕隆時期涉嫌打假球，爆發了台灣首起職籃假球案，臺灣士林地方檢察署介入調查並在11月約談十餘名裕隆隊職員[40]。裕隆納智捷表示經檢察官諭令聲押或交保之球員會依約終止契約[41]。中華民國籃球協會召開紀律委員會，依據「中華民國籃球協會職業聯盟、球隊暨球員、職員、經紀人與經紀公司懲處辦法」決議註銷裕隆涉案9人；即柯旻豪、邱忠博、陳品銓、黃鉉閔、吳祐任、周暐宸、顏聞佐、李其恩及斑霸的球員註冊[42]。
- 2024年6月16日，中華民國籃球協會理事會通過決議，將支持在SBL賽事中成立基隆的籃球隊，基隆籃球隊將由基隆市體育發展基金會籌備成立[43]。
- 2024年8月12日，基隆隊因籌備不及，第二十二季仍維持四隊參加超級籃球聯賽[44]。
- 2025年8月18日，基隆市籃球隊於第23季SBL選秀會正式亮相[45]。

## 簡介
官方定位為半職業聯賽，理想是朝職業聯賽邁進。SBL委員會由七隊各派代表一名（通常是領隊）、籃協代表一名、體委會代表一名組成；後來主導權已轉向籃協，即便各大議題需要各球團表決同意，但籃協為實質總管者，籃協不定期邀請各領隊和議題相關人士（例如可能邀請體委會、轉播單位）進行領隊會議、籌備會決定聯賽事宜。於第九季開始分割出行銷權。

### 例行賽
每年約從11、12月左右開打，並於約5月結束例行賽。除第一季各隊例行賽應賽24場外，第二季至第十五季各隊應賽30場，第十六季至第十七季各隊應賽36場，第十八季起各隊應賽40場。
例行賽皆在週末比賽，除第一季是週五一場，週六週日兩場以外，其他季都是週五兩場、週六週日三場。例行賽第一季採四次循環，合84場；而第二季至第十五季皆採五次循環，也就是每隊彼此之間一共要交手五次，合105場；而第十六季起皆採六次循環，也就是每隊彼此之間一共要交手六次，合126場。第8季例行賽維持五循環模式各隊出賽30場，賽程將增加週三場次。但從第九季起，取消周三場次。
籃協7日召開SBL球團會議，第17季確定5隊開打，賽制也有所改變，參考中華職棒作法，採上、下半季制，上、下半季各16場四次循環，全年賽季一隊打32場，總冠軍就由兩個半季的冠軍進行7戰4勝制的對決產生。。
第18季7日召開SBL球團會議，第18季確定5隊開打，賽制也有所改變，將取消上、下半季，改採單一賽季。

### 全明星賽
前六個賽季均於春節期間舉行全明星賽，第七季、第八季取消，第9季起恢復舉辦。第17季由於新冠肺炎疫情而取消舉辦。

### 季後賽賽制
第一、二季季後賽準決賽採3戰2勝制，總冠軍賽採5戰3勝制；自第三季起季後賽準決賽採5戰3勝制，總冠軍賽採7戰4勝制。第八季起季後賽和總冠軍戰都是7戰4勝。
第十二季至第十六季改為前六名晉級，前兩名直接晉級四強準決賽，首輪由第三對上第六、第四對上第五進行4戰3勝制賽事(在此階段第3和第4名將可享有1勝之保送勝)，兩支勝隊再與例行賽前二名進行四強準決賽，四強賽與總冠軍賽仍維持七戰四勝制。
第十七季改為半季制，上下半季冠軍隊伍為同一隊，則由年度戰績二、三名隊伍，先打5戰3勝制的挑戰賽，再由獲勝出線的隊伍，與包辦上下冠軍隊伍交手，包辦兩個季冠軍隊伍有1勝優勢。總冠軍賽如果上半季冠軍及下半季冠軍不同隊伍，則賽制為七戰四勝制。
第十八、十九季起回到兩輪季後賽，首輪將由前4名球隊交叉對決，採5戰3勝制，勝隊將進行7戰4勝制的總冠軍戰。第二十季隊數減少為四隊，季後賽將由年度戰績第二、三名隊伍對決，採5戰3勝制，勝隊再與年度戰績第一名隊伍，進行7戰4勝制的總冠軍戰。
第二十季起，則由年度戰績二、三名隊伍，先打3戰2勝制的挑戰賽，再由獲勝出線的隊伍與年度第一名將進行5戰3勝制的總冠軍戰。

### 比賽場館
目前主要在彰化體育館、板橋體育館、北市大天母體育館、桃園巨蛋舉行，高雄、新莊和苗栗也有安排賽事。
原本大部分場館都禁止飲食，但第十一季初開始，台體大體育館、北市大體育館和新莊體育館加入開放行列（新莊體育館試辦一年），但不可以攜入玻璃製容器。
| 賽季             | 比賽場館 |
| ---------------- | --- |
| 第一季 2003–04   | 台北體院體育館（俗稱「白館」，已於2007年6月拆除）                                                                                    |
| 第二季 2004–05   | 台北體院體育館（俗稱「白館」，已於2007年6月拆除）                                                                                    |
| 第三季 2005–06   | 台北體院體育館（俗稱「白館」，已於2007年6月拆除）                                                                                    |
| 第四季 2006–07   | 台北體院體育館、新莊體育館、苗栗巨蛋、國立成功大學中正堂                                                                             |
| 第五季 2007–08   | 台灣體院體育館、台北小巨蛋（明星賽、季後賽在此進行）、新莊體育館、鳳山體育館                                                         |
| 第六季 2008–09   | 臺北體育館、新莊體育館、新竹縣立體育館、新竹市立體育館、苗栗巨蛋                                                                     |
| 第七季 2010      | 新莊體育館、臺北體育館、新竹市立體育館、苗栗巨蛋、宜蘭大學體育館                                                                     |
| 第八季 2010–11   | 臺北體育館、新莊體育館、鳳山體育館、宜蘭大學體育館                                                                                   |
| 第九季 2011–12   | 新莊體育館、台北小巨蛋、臺灣體育運動大學體育館、新竹縣立體育館、苗栗巨蛋、高雄巨蛋                                                   |
| 第十季 2012–13   | 臺北體院天母體育館、新莊體育館、臺灣體育運動大學體育館、臺北體育館、苗栗巨蛋、高雄巨蛋                                               |
| 第十一季 2013–14 | 臺灣體育運動大學體育館、新莊體育館、臺北市立大學天母校區體育館、苗栗巨蛋、新竹市立體育館、高雄巨蛋（*:可飲食體育館）、鳳山體育館     |
| 第十二季 2014–15 | 新莊體育館、臺北市立大學天母校區體育館、臺灣體育運動大學體育館、新竹市立體育館、彰化縣立體育館、鳳山體育館、花蓮體育館               |
| 第十三季 2015–16 | 板橋體育館（例行賽、明星賽）、新莊體育館（準決賽、冠軍賽第四戰至第七戰）、彰化縣立體育館、鳳山體育館（複賽、冠軍賽第第一戰至第三戰） |
| 第十四季 2016–17 | 板橋體育館、新莊體育館、彰化縣立體育館、中原大學體育館、高雄巨蛋                                                                     |
| 第十五季 2017–18 | 台北和平籃球館、新莊體育館、桃園市立體育館、彰化縣立體育館、高雄巨蛋                                                                 |
| 第十六季 2018–19 | 板橋體育館、新莊體育館、桃園市立體育館、臺北市立大學天母校區體育館、新竹市立體育館、彰化縣立體育館、高雄巨蛋                         |
| 第十七季 2019–20 | 台北和平籃球館、板橋體育館、新莊體育館、桃園市立體育館、板樹體育館、晧宇國際體育館                                                   |
| 第十八季 2020–21 | 新莊體育館、板橋體育館、和平籃球館、彰化縣立體育館、桃園市立體育館、鳳山體育館、晧宇國際亞洲區籃球培訓中心                           |
| 第十九季 2021–22 | 板橋體育館、國立臺灣大學綜合體育館、輔仁大學中美堂、桃園市立體育館、鳳山體育館                                                       |
| 第二十季 2023    | 板橋體育館、輔仁大學中美堂、新竹市立體育館、國立彰化師範大學體育館、鳳山體育館                                                       |
| 第二十一季 2024  | 基隆市體育館、板橋體育館、新竹市立體育館、彰化縣立體育館                                                                             |
| 第二十二季 2025  | 基隆市體育館、板橋體育館、彰化縣立體育館                                                                                             |

### 電視轉播
- ESPN：第一季 – 第十一季
- 緯來體育台、緯來育樂台、緯來精采台：第三季 – 第五季、第十二季 – 第十五季、第十八季 – 第十九季、第二十一季
- 愛爾達電視：第六季 – 第九季、第十二季、第十四季 – 第十五季、第十九季
- 公視2台、公視HD：第九季、第十季、第十一季、第十二季、第十八季(第九季、第十季、第十二季僅轉播季後賽、第十一季轉播周日例行賽跟季後賽)
- WinTV、民視第一台：第十六季
- ELEVEN SPORTS：第十七季
- 華視主頻：第十九季（第十九季僅轉播季後賽）[51]
- 華視教育體育文化台：第二十季[52]

### 行銷單位
- 第一季 – 第五季：NIKE和ESPN
- 第六季 – 第八季：智林運動行銷
- 第九季 – 第十一季：悍創運動行銷
- 第十二季 – 第十五季、第十九季：甘霖廣告
- 第十六季：WinTV
- 第十七季 – 第十八季、第二十季 – 至今：展逸國際行銷

### 參賽隊伍
| 賽季             | 超級籃球聯賽隊伍變遷圖 | 超級籃球聯賽隊伍變遷圖                                               | 超級籃球聯賽隊伍變遷圖 | 超級籃球聯賽隊伍變遷圖 | 超級籃球聯賽隊伍變遷圖 | 超級籃球聯賽隊伍變遷圖 | 超級籃球聯賽隊伍變遷圖 | 超級籃球聯賽隊伍變遷圖 | 超級籃球聯賽隊伍變遷圖 |
| ---------------- | ---------------------- | -------------------------------------------------------------------- | ---------------------- | ---------------------- | ---------------------- | ---------------------- | ---------------------- | ---------------------- | ---------------------- |
| 第一季 2003–04   | 裕隆恐龍               | 新浪獅                                                               | 達欣工程               | 中廣戰神               | 九太科技               | 台灣啤酒               | 臺灣銀行               | 不適用                 | 不適用                 |
| 第二季 2004–05   | 裕隆恐龍               | 新浪獅                                                               | 達欣工程               | 緯來獵人               | 東森羚羊               | 台灣啤酒               | 臺灣銀行               | 不適用                 | 不適用                 |
| 第三季 2005–06   | 裕隆恐龍               | 幼敏電銷                                                             | 達欣工程               | 緯來獵人               | 東森羚羊               | 台灣啤酒               | 臺灣銀行               | 不適用                 | 不適用                 |
| 第四季 2006–07   | 裕隆恐龍               | 東風老鷹                                                             | 達欣工程               | 緯來獵人               | 東森羚羊               | 台灣啤酒               | 臺灣銀行               | 不適用                 | 不適用                 |
| 第五季 2007–08   | 裕隆恐龍               | 璞園建築                                                             | 達欣工程               | 台灣大雲豹             | 米迪亞精靈             | 台灣啤酒               | 臺灣銀行               | 不適用                 | 不適用                 |
| 第六季 2008–09   | 裕隆納智捷             | 璞園建築                                                             | 達欣工程               | 台灣大雲豹             | 金門酒廠               | 台灣啤酒               | 臺灣銀行               | 不適用                 | 不適用                 |
| 第七季 2010      | 裕隆納智捷             | 璞園建築                                                             | 達欣工程               | 台灣大雲豹             | 金門酒廠               | 台灣啤酒               | 臺灣銀行               | 不適用                 | 不適用                 |
| 第八季 2010–11   | 裕隆納智捷             | 璞園建築                                                             | 達欣工程               | 台灣大雲豹             | 金門酒廠               | 台灣啤酒               | 臺灣銀行               | 不適用                 | 不適用                 |
| 第九季 2011–12   | 新北裕隆納智捷         | 臺中璞園建築                                                         | 臺北達欣工程           | 臺灣大                 | 金門酒廠               | 台灣啤酒               | 臺灣銀行               | 不適用                 | 不適用                 |
| 第十季 2012–13   | 新北裕隆納智捷         | 臺中璞園建築                                                         | 臺北達欣工程           | 臺灣大                 | 金門酒廠               | 台灣啤酒               | 臺灣銀行               | 不適用                 | 不適用                 |
| 第十一季 2013–14 | 新北裕隆納智捷         | 臺中璞園建築                                                         | 臺北達欣工程           | 臺灣大                 | 金門酒廠               | 台灣啤酒               | 臺灣銀行               | 不適用                 | 不適用                 |
| 第十二季 2014–15 | 新北裕隆納智捷         | 臺中璞園建築                                                         | 臺北達欣工程           | 富邦勇士               | 金門酒廠               | 台灣啤酒               | 臺灣銀行               | 不適用                 | 不適用                 |
| 第十三季 2015–16 | 裕隆納智捷             | 璞園建築                                                             | 臺北達欣工程           | 富邦勇士               | 金門酒廠               | 台灣啤酒               | 臺灣銀行               | 不適用                 | 不適用                 |
| 第十四季 2016–17 | 裕隆納智捷             | 桃園璞園建築                                                         | 臺北達欣工程           | 富邦勇士               | 金門酒廠               | 台灣啤酒               | 臺灣銀行               | 不適用                 | 不適用                 |
| 第十五季 2017–18 | 裕隆納智捷             | 桃園璞園建築                                                         | 臺北達欣工程           | 富邦勇士               | 金門酒廠               | 台灣啤酒               | 臺灣銀行               | 不適用                 | 不適用                 |
| 第十六季 2018–19 | 裕隆納智捷             | 桃園璞園建築                                                         | 臺北達欣工程           | 富邦勇士               | 金門酒廠               | 台灣啤酒               | 臺灣銀行               | 不適用                 | 不適用                 |
| 第十七季 2019–20 | 裕隆納智捷             | 桃園璞園建築                                                         | 轉至 社會甲組          | 轉至 ABL               | 高雄九太科技           | 台灣啤酒               | 臺灣銀行               | 不適用                 | 不適用                 |
| 第十八季 2020–21 | 裕隆納智捷             | 桃園璞園建築                                                         | 轉至 社會甲組          | 轉至 P. LEAGUE+        | 高雄九太科技           | 台灣啤酒               | 臺灣銀行               | 不適用                 | 不適用                 |
| 第十九季 2021–22 | 裕隆納智捷             | 桃園璞園建築                                                         | 退出 社會甲組          | 轉至 P. LEAGUE+        | 高雄九太科技           | 台灣啤酒               | 臺灣銀行               | 不適用                 | 不適用                 |
| 第二十季 2023    | 裕隆納智捷             | 母集團以桃園領航猿為重心轉至P. LEAGUE+，並出借兩年參賽權利給彰化縣。 | 退出 社會甲組          | 轉至 P. LEAGUE+        | 解散                   | 台灣啤酒               | 臺灣銀行               | 彰化柏力力             | 不適用                 |
| 第二十一季 2024  | 裕隆納智捷             | 母集團以桃園領航猿為重心轉至P. LEAGUE+，並出借兩年參賽權利給彰化縣。 | 退出 社會甲組          | 轉至 P. LEAGUE+        | 解散                   | 台灣啤酒               | 臺灣銀行               | 彰化柏力力             | 不適用                 |
| 第二十二季 2025  | 裕隆集團               | 母集團以桃園璞園領航猿為重心於P. LEAGUE+。                           | 退出 社會甲組          | 轉至 P. LEAGUE+        | 解散                   | 台灣啤酒               | 臺灣銀行               | 彰化璞園柏力力         | 不適用                 |
| 第二十三季 2026  | 裕隆集團               | 母集團以桃園璞園領航猿為重心於P. LEAGUE+。                           | 退出 社會甲組          | 轉至 P. LEAGUE+        | 解散                   | 台灣啤酒               | 臺灣銀行               | 彰化璞園柏力力         | 基隆市                 |

### 口號
| 賽季             | 口號                       |
| 第一季 2003–04   | 每一戰都是決戰             |
| 第二季 2004–05   | 冠軍聖戒，統治籃壇         |
| 第三季 2005–06   | 生死以球                   |
| 第四季 2006–07   | 全星開戰                   |
| 第五季 2007–08   | 沈浸其中                   |
| 第六季 2008–09   | 不適用                     |
| 第七季 2010      | 每一秒都有英雄             |
| 第八季 2010–11   | 百年拚好球                 |
| 第九季 2011–12   | 全面進化                   |
| 第十季 2012–13   | Attention精彩時刻          |
| 第十一季 2013–14 | 拚                         |
| 第十二季 2014–15 | CHANGE新世代挑戰更高的能耐 |
| 第十三季 2015–16 | 英雄上陣                   |
| 第十四季 2016–17 | Hero for team 為團隊而戰   |
| 第十五季 2017–18 | It's gonna be lit          |
| 第十六季 2018–19 | 戰鼓再起                   |
| 第十七季 2019–20 | 一起Fight                  |
| 第十八季 2020–21 | FIGHT BACK                 |
| 第十九季 2021–22 | 突破                       |
| 第二十季 2023    | WE ARE ONE                 |
| 第二十一季 2024  | REBOOT重啟初心             |
| 第二十二季 2025  | 再戰一場                   |

## 歷年排名
- 第三季至第四季季後賽有季軍戰，結果如下：
  - 第三季：(季)達欣工程、(殿)台灣銀行
  - 第四季：(季)緯來獵人、(殿)裕隆恐龍
- 括號內的數字代表球隊奪下超級籃球聯賽季後賽總冠軍的次數。

| 賽季             | 冠軍                            | 亞軍               |                    | 例行賽名次 | 例行賽名次 | 例行賽名次                 | 例行賽名次 | 例行賽名次 | 例行賽名次 | 例行賽名次 | 備註 |
| 賽季             | 冠軍                            | 亞軍               | 第一名             | 第二名     | 第三名     | 第四名                     | 第五名     | 第六名     | 第七名     | | 備註 |
| 第一季 2003–04   | 裕隆恐龍 (1)(2)(3)              | 新浪獅             | 裕隆恐龍           | 新浪獅     | 達欣工程   | 中廣戰神                   | 九太科技   | 台灣啤酒   | 臺灣銀行   | 中廣戰神、九太科技戰績相同 中廣戰神例行賽對戰九太科技3W1L |      |
| 第二季 2004–05   | 裕隆恐龍 (1)(2)(3)              | 達欣工程           | 裕隆恐龍           | 緯來獵人   | 達欣工程   | 台灣啤酒                   | 東森羚羊   | 臺灣銀行   | 新浪獅     | 台灣啤酒、東森羚羊戰績相同 台灣啤酒例行賽對戰東森羚羊3W2L |      |
| 第三季 2005–06   | 裕隆恐龍 (1)(2)(3)              | 台灣啤酒           | 裕隆恐龍           | 台灣啤酒   | 達欣工程   | 臺灣銀行                   | 緯來獵人   | 東森羚羊   | 幼敏電銷   | 新增季軍賽 |      |
| 第四季 2006–07   | 台灣啤酒 (1)(2)                 | 達欣工程           | 裕隆恐龍           | 緯來獵人   | 台灣啤酒   | 達欣工程                   | 東森羚羊   | 東風老鷹   | 臺灣銀行   | 達欣工程（17W13L）首輪對裕隆恐龍（22W8L） 以3：2晉級。 |      |
| 第五季 2007–08   | 台灣啤酒 (1)(2)                 | 裕隆恐龍           | 裕隆恐龍           | 台灣啤酒   | 米迪亞精靈 | 璞園建築                   | 達欣工程   | 台灣大雲豹 | 臺灣銀行   | 取消季軍賽 達欣工程首度跌出四強 |      |
| 第六季 2008–09   | 達欣工程 (1)                    | 台灣啤酒           | 達欣工程           | 裕隆納智捷 | 台灣啤酒   | 璞園建築                   | 金門酒廠   | 台灣大雲豹 | 臺灣銀行   | |      |
| 第七季 2010      | 裕隆納智捷 (4)                  | 達欣工程/ 台北達欣 | 達欣工程           | 裕隆納智捷 | 璞園建築   | 台灣啤酒                   | 台灣大雲豹 | 金門酒廠   | 臺灣銀行   | 璞園建築、台灣啤酒戰績相同 璞園建築對戰台灣啤酒3W2L |      |
| 第八季 2010–11   | 台灣啤酒 (3)                    | 達欣工程/ 台北達欣 | 台灣啤酒           | 璞園建築   | 達欣工程   | 裕隆納智捷                 | 臺灣銀行   | 台灣大雲豹 | 金門酒廠   | 台灣啤酒首次例行賽冠軍 臺灣銀行、台灣大雲豹戰績相同 臺灣銀行對戰台灣大雲豹3W2L 璞園建築（19W11L）首輪遭達欣工程（17W13L）以4：1淘汰                                                    |      |
| 第九季 2011–12   | 台中璞園/ 璞園建築 (1)(2)(3)(4) | 達欣工程/ 台北達欣 | 台中璞園/ 璞園建築 | 台灣啤酒   | 台北達欣   | 新北裕隆                   | 金門酒廠   | 台灣大     | 臺灣銀行   | 台北達欣、新北裕隆戰績相同 台北達欣對戰新北裕隆4W1L 台灣啤酒（17W13L）首輪遭台北達欣（16W14L）以4：3淘汰                                                                               |      |
| 第十季 2012–13   | 台中璞園/ 璞園建築 (1)(2)(3)(4) | 達欣工程/ 台北達欣 | 台中璞園/ 璞園建築 | 台灣大     | 台北達欣   | 新北裕隆                   | 臺灣銀行   | 金門酒廠   | 台灣啤酒   | 台灣大（18W12L）首輪遭台北達欣（17W13L）以4：3淘汰 |      |
| 第十一季 2013–14 | 台中璞園/ 璞園建築 (1)(2)(3)(4) | 台灣大             | 台中璞園/ 璞園建築 | 台灣大     | 台灣啤酒   | 台北達欣                   | 新北裕隆   | 金門酒廠   | 臺灣銀行   | 台北達欣、新北裕隆戰績相同 台北達欣對戰新北裕隆3W2L 新北裕隆首度跌出四強 |      |
| 第十二季 2014–15 | 台中璞園/ 璞園建築 (1)(2)(3)(4) | 台灣啤酒           | 台中璞園/ 璞園建築 | 富邦勇士   | 台灣啤酒   | 新北裕隆                   | 臺灣銀行   | 金門酒廠   | 台北達欣   | 台北達欣首度墊底 富邦勇士（19W11L）次輪遭台灣啤酒（15W15L）以4：1淘汰 台中璞園總冠軍賽對台灣啤酒以4：3勝出 成為史上第一支完成四連霸球隊                                                |      |
| 第十三季 2015–16 | 台灣啤酒 (4)                    | 璞園建築           | 台中璞園/ 璞園建築 | 台灣啤酒   | 台北達欣   | 裕隆納智捷                 | 富邦勇士   | 臺灣銀行   | 金門酒廠   | 裕隆納智捷（17W13L）首輪遭富邦勇士（13W17L）以3：1淘汰 璞園建築（21W9L）冠軍賽遭台灣啤酒（20W10L）以4：2淘汰                                                                           |      |
| 第十四季 2016–17 | 台北達欣 (2)                    | 裕隆納智捷         | 台北達欣           | 裕隆納智捷 | 台灣啤酒   | 富邦勇士                   | 桃園璞園   | 金門酒廠   | 臺灣銀行   | 富邦勇士（17W13L）首輪遭桃園璞園（14W16L）以3：1淘汰 |      |
| 第十五季 2017–18 | 桃園璞園 (5)                    | 富邦勇士           | 裕隆納智捷         | 桃園璞園   | 金門酒廠   | 台北達欣                   | 富邦勇士   | 台灣啤酒   | 臺灣銀行   | 臺灣銀行連續二季殿底 台北達欣、富邦勇士戰績相同 台北達欣對戰富邦勇士4W1L 台北達欣（15W15L）首輪遭富邦勇士（15W15L）以3：2淘汰 裕隆納智捷（19W11L）準決賽遭富邦勇士（15W15L）以4：0淘汰 |      |
| 第十六季 2018–19 | 富邦勇士 (1)                    | 台灣啤酒           | 富邦勇士           | 台灣啤酒   | 桃園璞園   | 裕隆納智捷                 | 金門酒廠   | 台北達欣   | 臺灣銀行   | 富邦勇士首次例行賽冠軍 臺灣銀行連續三季殿底 台北達欣首次例行賽第六 |      |
| 第十七季 2019–20 | 台灣啤酒 (5)                    | 裕隆納智捷         | 台灣啤酒           | 桃園璞園   | 裕隆納智捷 | 臺灣銀行                   | 高雄九太   | 不適用     | 不適用     | 富邦勇士以及台北達欣都退出SBL 台灣啤酒為SBL首次只有五支球隊的冠軍 |      |
| 第十八季 2020–21 | 台灣啤酒 (6) 裕隆納智捷 (5)     |                    | 台灣啤酒           | 裕隆納智捷 | 臺灣銀行   | 高雄九太                   | 桃園璞園   | 不適用     | 不適用     | 因新冠肺炎影響，故台啤與裕隆並列冠軍 |      |
| 第十九季 2021–22 | 臺灣銀行 (1)                    | 台灣啤酒           | 臺灣銀行           | 台灣啤酒   | 裕隆納智捷 | 高雄九太                   | 桃園璞園   | 不適用     | 不適用     | 臺灣銀行首次例行賽封王 因新冠肺炎影響，故臺灣銀行首次年度總冠軍 |      |
| 第二十季 2023    | 裕隆納智捷/ 裕隆集團 (6)(7)(8)  | 臺灣銀行           | 裕隆納智捷         | 臺灣銀行   | 台灣啤酒   | 彰化柏力力/ 彰化璞園柏力力 | 不適用     | 不適用     | 不適用     | 高雄九太解散 桃園璞園將兩個賽季參賽權利出借給彰化柏力力 |      |
| 第二十一季 2024  | 裕隆納智捷/ 裕隆集團 (6)(7)(8)  | 台灣啤酒           | 台灣啤酒           | 臺灣銀行   | 裕隆納智捷 | 彰化柏力力/ 彰化璞園柏力力 | 不適用     | 不適用     | 不適用     | 彰化柏力力連續二季殿底 |      |
| 第二十二季 2025  | 裕隆納智捷/ 裕隆集團 (6)(7)(8)  | 臺灣銀行           | 裕隆集團           | 台灣啤酒   | 臺灣銀行   | 彰化柏力力/ 彰化璞園柏力力 | 不適用     | 不適用     | 不適用     | 彰化璞園柏力力連續三季殿底 裕隆集團完成隊史第二次三連霸 |      |
| 第二十三季 2026  |                                 |                    |                    |            |            |                            |            | 不適用     | 不適用     | 基隆市加入SBL |      |

## 選秀
新人選秀會自第五季開始實施，期間受限於大專條款過渡期，加上制度本身的不完善，導致引起不少爭議。然而各球團與籃協依然沒有主動去充實選秀會制度規則。
2011年丁守中就任籃協新理事長後，藉著周柏臣事件的契機，籃協開始對選秀制度進行了改革，到現在(2013年)為止一共進行了三次修正。雖然還是有漏洞可鑽，但已經是不太容易引起爭議，對球員球團雙方都可接受的條約。
另一方面，大專條款的影響力在第八季告終，從第九季開始(2011年)，SBL與UBA已經完全切割，參與選秀的球員素質整齊度也開始回歸正常。

### 大專條款
因為SBL並非職業聯賽，當初第一季參與的球隊皆保留社會甲組的陣容，而甲組只要滿18歲即可加入，所以造成SBL充斥著大專球員（至於大專生比例過高問題可能和當初CBA倒台、HBL興盛有關）。後來問題浮現，許多球員必須UBA、SBL兩頭燒，於是SBL委員會和UBA大專籃球協會都希望能做出切割，於是由大專體總制定大專條款，不允許註冊SBL的球員打UBA。普遍認為，SBL若要成為職業聯賽，勢必要成功分離大專學生球員。
於是大專體總從第三季SBL開始(UBA 94學年度)實施大專條款，從尚未打SBL的新人下手，並適時修正，歷經陣痛期，在第九季SBL已經不再有任何球員同時打SBL和UBA。
現行規定：
- 年滿25歲便不可打UBA
- 學生球員必須UBA和SBL二擇一，不得雙棲。

## 球員
- 每隊至多1名洋將（第20季）
- 每隊可額外擁有至多兩名華僑球員或外籍生，並具有中華民國護照與僑居加簽
- 一名洋將薪資上限每月1.2萬美元

### 各隊非華裔外籍球員一覽
| 裕隆                       | 台啤             | 台銀        | 柏力力      |
| -------------------------- | ---------------- | ----------- | ----------- |
| Brandon Moss Walter Sharpe | Christian Anigwe | Tevin Glass | John Fields |

### 特殊紀載
- 2010年12月29日，金酒洋將Sheldon Bailey突然決定離去，各種傳聞使這起事件蒙上神秘色彩，為歷屆洋將中出賽場次最少的一位。
- 2011年1月，台銀新洋將John Vaudreuil投入比賽，成為SBL史上首位白人洋將。
- 2011年4月，SBL舉行頒獎典禮，璞園洋將Rashad Jennings以破紀錄的場均21.1籃板，獲得年度最有價值球員（MVP），也是SBL史上首名獲得年度MVP的洋將。
- 2011年11月，洋將菲利斯(Noel Felix)將在新賽季(2011–12)效力達欣，為SBL首位擁有NBA資歷的洋將。
- 2011年12月，洋將Kevin Johnson於SBL開幕戰即達成double-twenty，22分23籃板，不僅是SBL首位在開幕戰達成此紀錄，同時也是個人SBL生涯首戰即達成此紀錄。
- 2015年4月，璞園洋將Garret Siler獲得總冠軍賽最有價值球員，也是SBL史上首名獲得總冠軍MVP的洋將。
- 2018年11月，洋將桑尼(Sani Sakakini)（來自巴勒斯坦）將在新賽季(2018–19)效力裕隆，為SBL首次擁有來自亞洲的洋將。
- 2018年11月，洋將塞瑟夫(Ihor Zaytsev)（來自烏克蘭）與愛德(Edvinas Seskus)（來自立陶宛）將在新賽季(2018–19)效力台啤，為SBL首次擁有來自歐洲的洋將。

## 數據里程碑
- 單場最高得分:  Shawn Hawkins (63分)
- 單場最多助攻: 林韋翰 (20次)
- 單場最多籃板: Rashad Jennings（英语：Rashad Jones-Jennings） (33顆)
- 單場最多阻攻: James Tyler (13次)
- 單場最多抄截: Aaron Pettway、劉錚 (8次)
- 單季得分王:  Eugene Phelps（英语：Eugene Phelps） (第十四季29.3分)

### 其他里程碑
- 最多觀眾紀錄：第四季於苗栗巨蛋，超過9000人；另開幕戰最多觀眾，於第五季台中體院體育館，逾6000名觀眾。
- 首位外籍教練：第十一季(2013年)台灣大聘請Otis Hughley（英语：Otis Hughley）為防守教練，成為SBL首位外籍教練。
- 年紀最大的球員：周俊三、陳志忠、尚韋帆、周士淵，前三位皆於39歲才正式退休；本季(第二十季)年紀最大的球員：周士淵、年紀最小的球員：賴俊廷
- 最多比賽場館的賽季：第十六季，達八場地之多(含季後賽)。
- 首次例行賽對戰全勝：第十六季例行賽璞園對戰達欣六戰全勝。

## 相關賽事
- 觀護盃籃球賽：花蓮縣政府主辦，每年大約九月邀請SBL各隊與幾支國外球隊到花蓮比賽。
- 夏季聯賽：由閻家驊以台北市籃球協會的名義主辦，效仿NBA夏季聯賽。分為大專組和SBL組，定位為：增加大專學院的比賽經驗、讓SBL磨練新秀、替補以及測試洋將。2015年7月18日，開辦「2015全國夏季大專籃球邀請賽」首次賽事正式開打。

2015年9月1日，「2015超級聯盟夏季聯賽」開打，SBL七支球隊加上新秀自組的未來之星共八隊交戰，另有部分新秀暫時加入SBL球隊出賽。
2016年至今，由D-LIVE團隊舉辦夏季籃球聯賽。

## 外部連結
- 官方网站
- 超級籃球聯賽的Facebook專頁
- 超級籃球聯賽的Instagram帳戶